# Аникеев, Иван Константинович
Иван Константинович Аникеев (20 сентября 1938 года, д. Аникеево Макаровского района Башкирской АССР — 17 мая 2011 года, г. Салават) — советский российский химик, изобретатель. Кандидат технических наук (1976). Заслуженный изобретатель РСФСР. В 1956-59 и 1962—2008 гг. — сотрудник «Салаватнефтеоргсинтез».

## Образование
1956 — Ремесленное училище № 1 в г. Салават (сейчас — Профучилище № 19).
1967 — Башкирский государственный университет (ныне Уфимский университет науки и технологий).
1975 — аспирантура, Московский институт нефтехимической и газовой промышленности имени И. М. Губкина.

## Трудовая биография
В 1956—1959 гг. — помощник оператора цеха № 11 комбината № 18 ГлавУИЖТ (ОАО «Салаватнефтеоргсинтез»); с 1967 г. — на Салаватском нефтехимическом комбинате (ОАО «Салаватнефтеоргсинтез»): инженер-технолог, заместитель начальника, начальник исследовательского цеха опытного завода, начальник отдела синтеза, с 1979 г. — начальник заводской лаборатории, с 1982 г. — главный инженер опытного завода; в 1995—1997 гг. — главный инженер, в 1984—1995 гг. и с 1997 г. — главный технолог нефтеперерабатывающего завода.

## Ученая деятельность
Провел исследовательские работы в области катализа в органическом синтезе. При его участии освоено производство бутиловых спиртов.

## Награды
Бронзовая медаль ВДНХ СССР (1982)